# Puente de Bohlbach
El puente de Bohlbach es un pequeño arco de hormigón armado reforzado con el tablero, de trazado curvo. Está situado a unos 200 m al sur de la pequeña localidad de Bolsiten, perteneciente a la comuna de Habkern (Cantón de Berna), en Suiza. Fue diseñado por el ingeniero suizo Robert Maillart, y se completó en 1932. A pesar de sus modestas dimensiones, es una valiosa muestra de las innovadoras ideas de Maillart sobre las construcciones de hormigón armado.  

## Diseño
El puente tiene un vano principal de 14.4 metros. El arco rebajado tiene una flecha de 2.7 m y un espesor de apenas 160 mm. Al igual que en el puente de Schwandbach, el tablero del puente se apoya sobre el arco en una serie de tabiques verticales transversales de hormigón armado. El tablero, con un espesor de unos 120 cm es considerablemente más grueso que el arco y lo suficientemente rígido como para evitar que el esbelto arco se desplace por efecto del pandeo. El tablero de la carretera es curvo en planta.

## Imégenes
|  |  |